# Zavarovano območje Ngorongoro
Zavarovano območje Ngorongoro je zavarovano območje in je na Unescovem seznamu svetovne naravne dediščine, v okrožju Ngorongoro, 180 km zahodno od mesta Aruša v regiji Aruša, znotraj geološkega območja Kraterskega višavja v severni Tanzaniji. Območje je poimenovano po kraterju Ngorongoro, veliki vulkanski kalderi na tem območju. Varstveno območje upravlja Uprava za ohranitveno območje Ngorongoro, veja tanzanijske vlade, njegove meje pa sledijo meji okrožja Ngorongoro v regiji Aruša.
Zakon o ohranjanju divjih živali Ngorongoro iz leta 2009 je postavil nove omejitve za naseljevanje ljudi in samooskrbno kmetovanje v Kraterju, s čimer je izpodrinil pastirje Masajev, ki so bili večinoma preseljeni v Ngorongoro iz območij svojih prednikov na sever, ko je britanska kolonialna vlada leta 1959 ustanovila narodni park Serengeti.

## Zgodovina in geografija
Ime kraterja ima onomatopejski izvor; poimenovali so ga masajski pastirji po zvoku, ki ga proizvaja kravji zvon (ngoro ngoro). Na podlagi fosilnih dokazov, najdenih v soteski Olduvai, so različne vrste hominidov zasedale območje že 3 milijone let.
Lovce nabiralce so pred nekaj tisoč leti zamenjali pastirji. Mbulu  so prišli na območje pred približno 2000 leti, pridružili pa so se jim Datooga okoli leta 1700. Obe skupini so iz območja izgnali Masaji v 1800-ih.
Ni znano, da bi v krater Ngorongoro stopil kakšen Evropejec do leta 1892, ko ga je obiskal Oscar Baumann. Nemška brata, Adolph in Friedrich Siedentopf, sta kmetovala v kraterju do izbruha prve svetovne vojne, potem ko sta zemljo zakupila od uprave Nemške Vzhodne Afrike. Brata sta redno organizirala strelske zabave, da bi zabavala svoje nemške prijatelje. Poskušala sta tudi pregnati črede gnujev iz kraterja.
Leta 1921 je bil sprejet prvi odlok o ohranjanju divjadi, ki je lov omejil na imetnike dovoljenj po vsej Tanzaniji. Leta 1928 je bil prepovedan lov na vseh zemljiščih znotraj roba kraterja, razen na nekdanjih kmetijah Siedentopf. Odlok o narodnem parku iz leta 1948 (izveden leta 1951) je ustvaril Narodni park Serengeti (SNP). To pa je povzročilo težave z Masaji in drugimi plemeni, kar je povzročilo odlok o Zavarovanem območju Ngorongoro (1959), ki je območje ločil od narodnega parka. Masajski pastirji, ki so živeli v narodnem parku Serengeti, so bili sistematično preseljeni v Ngorongoro, s čimer se je povečala populacija Masajev in živine, ki živi v kraterju.   Organ za ohranitev območja Ngorongoro je bil ustanovljen s spremembo zakona o parku divjadi leta 1976 in ima v lasti večino zemljišča Zavarovanega območja Ngorongoro, vključno s kraterjem. Območje je leta 1979 postalo Unescova svetovna dediščina. Zakon o ohranjanju divjih živali iz leta 2009 je dodatno omejil človeško uporabo kraterja Ngorongoro in ustvaril pravni okvir za politično odvzemanje pravic in prisilno izpodrivanje tradicionalnih pastirjev.  Omejitev rabe zemljišč povzroča napetosti med lokalnimi skupnostmi Masajev in organi za ohranjanje narave. Mednarodna zveza za varstvo narave (IUCN) išče rešitve za lajšanje konfliktov in izboljšanje skupnih prizadevanj za ohranjanje narave z domačini.
Zemljišče zavarovanega območja je večnamensko in edinstveno, saj je edino naravovarstveno območje v Tanzaniji, ki varuje prostoživeče živali in hkrati omogoča prebivanje ljudi. Raba zemljišč je nadzorovana, da se preprečijo negativni učinki na populacijo prostoživečih živali. Gojenje je na primer prepovedano na vseh ravneh razen na življenjskih ravneh.
Območje je del ekosistema Serengeti in na severozahodu meji na SNP in meji na južne ravnice Serengetija. Te ravnice se raztezajo tudi proti severu v nezavarovano območje Loliondo in so odprte za prostoživeče živali s pašništvom, ki ga izvajajo Masaji. Na jugu in zahodu območja je vulkansko višavje, vključno s slavnim kraterjem Ngorongoro in manj znanim kraterjem Empakaai. Južna in vzhodna meja sta približno opredeljeni z robom Velikega tektonskega jarka, ki prav tako preprečuje selitev živali v teh smereh.

## Geologija
Pliocensko vulkansko skupino Ngorongoro sestavlja osem izumrlih ščitnih vulkanov znotraj pol-jarka Eyasi, vzhodne meje, ki jo zaznamuje zahodni rob Gregoryjevega rifta (vzhodna veja Velikega tektonskega jarka). Obronek jezera Eyasi omejuje pol-jarek na jugozahodu. Znotraj kompleksa je pet vulkanskih kupolastih stožcev, trije imajo kaldere. Vulkan Ngorongoro (2,5–1,9 Ma) je predvsem bazaltni trahiandezit. Kaldero napajata reki Munge in Oljoro Nyuki, medtem ko se topli vrelci Ngoitokitok napajajo v močvirje Goringop. Jezero Magadi je plitvo (1,7 m) alkalno jezero. Drugi vulkani v kompleksu so Olmoti (2,01–1,79 Ma), Empakaai, Loolmalasin, Sadiman (3,7 Ma), Lemagrut in Oldeani. Severozahodni del zavarovanega območja sestavljajo nižine Serengeti, ravnice Salei, soteska Oldupai in gorovje osamelcev Gol. Ti osamelci so del kvarcitnega in sljudnega skrilavca Mozambiškega pasu v starosti približno (800–500 Ma).

## Ngorongoro krater
Glavna značilnost zavarovanega območja Ngorongoro je krater Ngorongoro, največja neaktivna, nedotaknjena in nenapolnjena vulkanska kaldera na svetu. Krater, ki je nastal, ko je velik vulkan eksplodiral in se zrušil vase pred dvema do tremi milijoni let, je globok 610 metrov, njegovo dno pa pokriva 260 kvadratnih kilometrov. Ocene višine prvotnega vulkana segajo od 4500 do 5800 metrov visoko. Dno kraterja je 1800 metrov nad morsko gladino. Krater so februarja 2013 v Aruši v Tanzaniji razglasili za enega od sedmih naravnih čudes Afrike. Vulkan Ngorongoro je bil aktiven pred približno 2,45 do 2 milijona let.
Vulkanski izbruhi, kot je izbruh Ngorongoroja, ki je povzročil nastanek kraterja Ngorongoro v Tanzaniji, so bili zelo pogosti. Podobni kolapsi so se zgodili v primeru Olmotija in Empakaaija, vendar so bili po obsegu in vplivu veliko manjši.
Od dveh nedavnih vulkanov severovzhodno od kaldere Empakaai, Kerimasi in Ol Doinyo Lengai, je slednji še vedno aktiven in je imel velike izbruhe v letih 2007 in 2008. Manjši izbruhi pepela in tokovi lave še naprej počasi polnijo trenutni krater. Njegovo ime je masajščini za 'Božjo goro'.
Potok Munge odmaka krater Olmoti na severu in je glavni vodni vir, ki se izliva v sezonsko slano jezero v središču kraterja. To jezero je znano pod dvema imenoma: Makat, kot so ga imenovali Masaji, kar pomeni 'sol'; in Magadi. Potok Lerai odmaka vlažne gozdove južno od kraterja in napaja gozd Lerai na dnu kraterja – ko je dovolj dežja, Lerai odteka tudi v jezero Magadi. Pridobivanje vode v lodžih in sedežu Zavarovanega območja Ngorongoro zmanjša količino vode, ki vstopa v Lerai, za približno 25 %.
Drugi večji vodni vir v kraterju je izvir Ngoitokitok, blizu vzhodne stene kraterja. Tu je za turiste odprt prostor za piknik in ogromno močvirje, ki ga napaja izvir, območje pa naseljujejo povodni konji, sloni, levi in mnogi drugi. Okoli dna kraterja je veliko drugih majhnih izvirov, ki so pomembna zaloga vode za živali in lokalne Masaje, zlasti v času suše. Masajem je bilo prej dovoljeno, da pasejo svoje govedo v kraterju, od leta 2015 pa jim je to prepovedano. 

## Soteska Olduvai
Zavarovano območje Ngorongoro ščiti tudi sotesko Olduvai (tudi Oldupai), ki je na območju ravnic. Velja za sedež človeštva po odkritju najzgodnejših znanih osebkov človeškega rodu, Homo habilis, pa tudi zgodnjih hominidae – človeku podobnih opis, kot je Paranthropus boisei.
Soteska Olduvai je strma grapa v Velikem tektonskem jarku, ki se razteza vzdolž vzhodne Afrike. Dolga je približno 50 kilometrov. Leži v padavinski  senci višavja Ngorongoro in je najbolj suh del regije. Soteska je dobila ime po 'Oldupaai', masajski besedi za divjo rastlino sisala, Sansevieria ehrenbergii.
Je eno najpomembnejših prazgodovinskih najdišč na svetu. Tamkajšnje raziskave so pripomogle k nadaljnjemu razumevanju zgodnje človeške evolucije. Izkopavanja sta v 1950-ih začela Mary in Louis Leakey, danes pa jih nadaljuje njuna družina. Nekateri verjamejo, da je bilo pred milijoni let na tem mestu veliko jezero, katerega obale so bile prekrite z zaporednimi usedlinami vulkanskega pepela. Pred približno 500.000 leti je potresna aktivnost preusmerila bližnji tok, ki je začel sekati v sedimente in razkril sedem glavnih plasti v stenah soteske.

## Živalstvo
V kraterju živi približno 25.000 velikih živali, večinoma kopitarjev.
Veliki sesalci v kraterju so črni nosorog (Diceros bicornis michaeli), katerega lokalna populacija se je zmanjšala s približno 108 v letih 1964–66 na med 11–14 leta 1995, afriški ali kafrski bivol (Syncerus caffer) in veliki povodni konj (Hippopotamus amphibius). Obstajajo tudi številni drugi kopitarji: črnorepi gnu (Connochaetes taurinus) (7000 osebkov ocenjeno leta 1994), Grantova zebra (Equus quagga boehmi) (4000), navadni eland (Taurotragus oryx) in Grantova gazela (Nanger granti) in Thomsonova gazela (Eudorcas thomsonii) (3000). Elipsasta obvodna antilopa (Kobus ellipsiprymnus) se pojavlja predvsem v bližini gozda Lerai.
Odsotni so žirafa, črnoobrazna impala (Aepyceros melampus), lisasta antilopa (Damaliscus lunatus), oribi (Ourebia oribi), nilski krokodil (Crocodylus niloticus).
Južnoafriški gepard (Acinonyx jubatus raineyi), afriški hijenski pes (Lycaon pictus lupinus) in afriški leopard (Panthera pardus pardus) so redko vidni. Lisaste hijene (Crocuta crocuta) so bile od leta 1996 predmet dolgotrajne raziskave na zavarovanem območju Ngorongoro.
Čeprav velja za "naravno ograjen prostor" za zelo široko paleto prostoživečih živali, 20 odstotkov ali več gnujev in polovica populacij zeber zapusti krater v vlažni sezoni, medtem ko kafrski bivoli (Syncerus caffer) ostanejo; njihovo največje število je v deževnem obdobju.
Od leta 1986 se je populacija gnujev v kraterju zmanjšala s 14.677 na 7250 (2003–2005). Število elandov in Thomsonove gazele se je prav tako zmanjšalo, medtem ko se je populacija bivolov močno povečala, verjetno zaradi dolgotrajnega preprečevanja požara, ki daje prednost visokovlaknatim travam pred krajšimi, manj vlaknastimi vrstami.
Serval (Leptailurus serval) se pogosto pojavlja v kraterju.
Jezero Magadi, veliko jezero na jugozahodu kraterja, pogosto naseljuje na tisoče predvsem malih plamencev.
Krater ima eno najgostejših znanih populacij levov, in jih je bilo leta 2001 v njem 62.
Stranski učinek kraterja kot naravnega ograjenega prostora je, da je populacija levov v veliki meri samorodna. To je posledica zelo majhne količine novih krvnih linij, ki vstopajo v lokalni genski bazen, saj zelo malo selitvenih samcev levov vstopi v krater od zunaj. Tistim, ki vstopijo v krater, pogosto preprečujejo, da bi prispevali k genskemu bazenu, zaradi samcev kraterja, ki izženejo vse zunanje tekmece.
Dolgoročni podatki kažejo, da so leve v kraterju prizadeli štirje smrtonosni izbruhi bolezni med letoma 1962 in 2002. Suša leta 1961 in deževje v sušnem obdobju leta 1962 so do maja 1962 povzročile množično kopičenje hlevskih muh, ki sesajo kri (Stomoxys calcitrans). Sesale so kri in povzročale boleče kožne rane, ki so se okužile, kar je povzročilo, da je število levov strmoglavilo s 75 - 100 proti 12. Populacija se je do leta 1975 povečala na okoli 100 in je ostala stabilna do leta 1983, ko se je začelo vztrajno upadanje. Število je od leta 1993 na splošno ostalo pod 60 živalmi, leta 1998 pa je bilo najnižje 29. Leta 2001 je 34 odstotkov populacije levov med januarjem in aprilom poginilo zaradi kombinacije bolezni, ki se prenašajo s klopi, in pasje kuge.
Na populacijo levov do neke mere vpliva tudi prevzem ponosa s strani samcev, ki običajno ubijejo majhne mladiče. Največji vpliv pa imajo bolezni, zlasti pasja kuga.

## Zunaj Ngorongoro kraterja
Zavarovano območje Ngorongoro ima zdravo prebivalstvo večine vrst prosto živečih živali. Območje jezera Ndutu na zahodu območja ima posebno močne populacije gepardov in levov. Na tem območju so pogosti jelen (Alcelaphus buselaphus), lisasta hijena (Crocuta crocuta) in šakali. Populacija afriških divjih psov se je pred kratkim morda zmanjšala. Servali se pogosto pojavljajo na ravnicah zahodno od kraterja Ngorongoro.
Letna selitev kopitarjev poteka skozi zavarovano območje Ngorongoro, kjer se decembra na območje preseli 1,7 milijona gnujev, 260.000 zeber in 470.000 gazel, ki se izselijo junija. To gibanje se sezonsko spreminja z deževjem, a selitev v iskanju hrane prečka skoraj celotne ravnice.